# Liste bekannter Philologen des Neuen Testaments
Die Liste bekannter Philologen des Neuen Testaments erfasst alle Wissenschaftler der Vergangenheit und Gegenwart, die zur philologischen Erschließung des griechischen Originaltexts des Neuen Testaments und seiner Übersetzungen in das Lateinische und verschiedene andere Sprachen des Altertums (etwa: Syrisch, Armenisch) beigetragen haben.

## A
- Ezra Abbot
- Barbara Aland
- Kurt Aland
- Sophia Antoniadis

## B
- Walter Bauer
- Johann Albrecht Bengel
- Richard Bentley
- Théodore de Bèze
- Andreas Birch
- Matthew Black
- Friedrich Blass
- John William Burgon

## C
- Chrys C. Caragounis

## D
- Albert Debrunner
- Adolf Deißmann

## E
- Bart D. Ehrman
- Abraham Elzevir
- Bonaventura Elzevir
- Erasmus von Rotterdam
- Robert Estienne

## F
- William Hugh Ferrar

## G
- Caspar René Gregory
- Johann Jakob Griesbach

## H
- Ernst Hautsch
- Hieronymus (Kirchenvater)
- Michael W. Holmes, US-amerikanischer Theologe
- Fenton John Anthony Hort (1828–1892), irisch-britischer, anglikanischer Theologe

## J
- Francisco Jiménez de Cisneros (1463–1517), Erzbischof von Toledo, Herausgabe der Complutensischen Polyglotte, der ersten gedruckten Ausgabe des griechischen Neuen Testaments

## K
- Frederic G. Kenyon (1863–1952), britischer Altphilologe, Paläograph und Papyrologe, Überlieferungsgeschichte und Textkritik des Neuen Testaments
- Erich Klostermann (1870–1963), deutscher evangelischer Neutestamentler, Kommentare zu Markus, Matthäus und Lukas im Handbuch zum Neuen Testament

## L
- Karl Lachmann (1793–1851), deutscher germanistischer Mediävist und Altphilologe, Herausgabe des Neuen Testaments auf der Grundlage seiner textkritischen Methode
- Kirsopp Lake (1872–1946), britischer Neutestamentler, neutestamentliche Textkritik, Ausgabe und Kommentar zur Apostelgeschichte

## M
- Carlo Maria Martini (1927–2012), katholischer Erzbischof von Mailand, Mitherausgeber des Novum Testamentum Graece von Nestle und Aland
- Christian Friedrich von Matthäi (1744–1811), deutscher Altphilologe, Herausgabe des Novum Testamentum Graece und der Paulus-Briefe
- Bruce Metzger (1914–2007), US-amerikanischer Bibelwissenschaftler, Mitherausgeber des Novum Testamentum Graece von Nestle und Aland und Herausgeber des Greek New Testament, Textgeschichte des Neuen Testaments, Kommentare zum Neuen Testament
- John Mill (um 1645–1707), englischer Theologe, Herausgabe des Novum testamentum græcum
- Emmanuel Miller (1812–1886), französischer Gräzist, Byzantinist und Paläograph, Datierung von Handschriften des Neuen Testaments
- Thomas Morus (1478–1535)

## N
- Eberhard Nestle (1851–1913), deutscher evangelischer Theologe und Orientalist, Herausgeber des Novum Testamentum Graece von 1898
- Erwin Nestle (1883–1972), deutscher evangelischer Theologe und Altphilologe, entwickelte den textkritischen Apparat der 13. Auflage des Novum Testamentum Graece und war Herausgeber von Luthers Vulgata-Revision

## P
- Hubert Pernot (1870–1946), französischer Sprachwissenschaftler, Byzantinist und Neogräzist, Vertreter einer Zwei-Stadien-Theorie in Bezug auf die Textgeschichte des Neuen Testaments
- Andrew W. Pitts (* ), US-amerikanischer evangelikalischer Theologe, Herausgeber mit Stanley E. Porter von A Handbook to the Textual Criticism of the New Testament und Kommentator der Sprache des Neuen Testaments
- Stanley E. Porter (* 1956), US-amerikanischer protestantischer Theologe, Herausgeber mit Andrew W. Pitts von A Handbook to the Textual Criticism of the New Testament und Forscher zur Sprache des Neuen Testaments (insbesondere zum Verbalsapekt)

## R
- Friedrich Rehkopf, deutscher evangelischer Theologe

## S
- Johann Martin Augustin Scholz (1794–1852), deutscher katholischer Theologe, Textkritiker des Neuen Testaments und Herausgeber der Textausgabe Novum Testamentum Graece
- Frederick Henry Ambrose Scrivener (1813–1891), britischer anglikanischer Pfarrer und Mitglied des Komitees zur Herausgabe der Revised Version der King-James-Bibel, bedeutender Textkritiker des Neuen Testaments
- Johann Salomo Semler (1725–1791), deutscher evangelischer Theologe und Mitbegründer der historisch-kritischen Bibelwissenschaft
- Richard Simon (1638–1712), französischer katholischer Theologe, Exeget, Philosoph und Historiker, gilt als eigentlicher Begründer der historisch-kritischen Methode in den Bibelwissenschaften.
- Hermann von Soden (1852–1914), deutscher evangelisch-lutherischer Theologe, umfassende Darstellung des Neuen Testaments mit seiner Entwicklungsgeschichte in allen Lesarten

## T
- Konstantin von Tischendorf (1815–1874), deutscher evangelischer Theologe, Herausgeber der Editio octava critica maior des Neuen Testaments
- Samuel P. Tregelles (1813–1875), britischer Theologe und Textkritiker des Neuen Testaments
- William Tyndale

## W
- Bernhard Weiß (1827–1918), deutscher evangelischer Theologe, Exeget und Textkritiker des Neuen Testaments
- Brooke Foss Westcott (1825–1901), anglikanischer Theologe, Exeget und Textkritiker, mit Fenton John Anthony Hort Herausgeber der Textausgabe The New Testament in the Original Greek, die das Ende des Textus receptus in der Textkonstitution bedeutete
- Johann Jakob Wettstein (1693–1754), Schweizer Theologe, Vorreiter der Textkritik des Neuen Testaments und Herausgeber einer anerkannten Textausgabe des Neuen Testaments
- Albert Wifstrand (1901–1964), schwedischer Klassischer Philologe
- Allen Wikgren (1906–1998), US-amerikanischer Theologe, Textkritiker des Neuen Testaments

## Z
- Günther Zuntz (1902–1992), britischer Klassischer Philologe deutscher Herkunft, Verfasser von Arbeiten zur Textgeschichte der Evangelien und zum Corpus Paulinum